# 3.º Distrito Congressional do Alabama
O 3.º Distrito Congressional do Alabama é um dos 7 Distritos Congressionais do Estado norte-americano do Alabama, segundo o censo de 2000 sua população é de 635.300 habitantes.
Fica no Leste deste Estado e inclui as cidades de:
- Montgomery
- Talladega
- Tuskegee
- Auburn